# Similaun
Le Similaun est un sommet des Alpes, qui culmine à 3 597 ou 3 599 m, dans le massif de l'Ötztal, à la frontière entre l'Autriche et l'Italie (Tyrol et Tyrol du Sud).

## Alpinisme
- 1834 - Première ascension par J. Raffeiner et T. Kaserer[3]
- 1935 - Directissime de la face nord par K. Jager  et H. Mayr  [3]